# Rachias odontochilus
Rachias odontochilus is een spinnensoort in de taxonomische indeling van de bruine klapdeurspinnen (Nemesiidae).
Rachias odontochilus werd in 1923 beschreven door Mello-Leitão.